# 上野文義

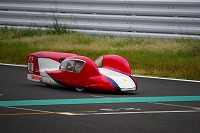
Hondaエコノパワー燃費競技鈴鹿大会

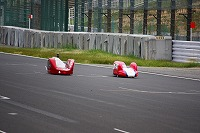
Hondaエコノパワー燃費競技鈴鹿大会

上野 文義（うえの ふみよし、1991年11月2日 – ）は岐阜県関市出身のエコランドライバー。
Hondaエコノパワー燃費競技大会（Honda エコ マイレッジ チャレンジ）を中心に活躍。
2007年12月にチーム関商工エコランプロジェクトを創立し、2009年12月までチーム代表を務めた。
2008年6月に鈴鹿サーキットで行われたHondaエコノパワー燃費競技鈴鹿大会でデビューし、いきなり準優勝。
新チーム、デビューレースでの表彰台獲得は史上初の快挙である。
翌年のHondaエコノパワー燃費競技鈴鹿大会で初優勝。
2009年限りで引退。

## メディア出演
- ズームイン!!SUPER（読売テレビ）
- ほっとイブニングぎふ（NHK）
- エリアトピックス（シーシーエヌ）
- 岐阜新聞
- 中日新聞
- 朝日新聞